# أثر نهاية الأسبوع
في مجال الرعاية الصحية، يُعرف أثر نهاية الأسبوع بأنه اختلاف في معدل الوفيات بين المرضى الذين يدخلون المستشفى لتلقي العلاج في عطلة نهاية الأسبوع مقارنةً بالمرضى المقبولين في أيام العمل ضمن الأسبوع. كان أثر نهاية الأسبوع على نتائج المرضى مصدر قلق منذ أواخر سبعينيات القرن الماضي، وأصبح «أثر نهاية الأسبوع» موثقًا جيدًا في الوقت الراهن. يعد هذا المجال مثيرًا للجدل، ولكن غلبت الآراء التي تفيد أن نهاية الأسبوع (والعطلات الرسمية) لها تأثير ضار على رعاية المرضى (وتحديدًا فيما يتعلق بزيادة معدل الوفيات)، وذلك بناءً على دراسات أوسع. دُرست الاختلافات بين نتائج المرضى الذين عولجوا من العديد من الحالات الحادة والمزمنة.

## الأبحاث المنشورة: المرضى غير المخصصين بمرض معين (غير المختارين)

### المرضى الطبيون
درس شمولفيتز وآخرون، في المملكة المتحدة في عام 2005، نحو 3,244 مريضًا مصابًا بمرض الانسداد الرئوي المزمن والحوادث الوعائية الدماغية والانصمام الرئوي وذات الرئة واسترواح الصدر والنزف الهضمي العلوي. وجدوا أن «قبول المرضى في عطلة نهاية الأسبوع لم يرتبط بأي ارتفاع ملحوظ في معدل الوفيات داخل المستشفى، أو بمعدلات إعادة القبول، أو زيادة مدة الإقامة مقارنةً بأيام الأسبوع لأي من الحالات الستة».
مع ذلك، أجرى كلارك وآخرون دراسة أسترالية أوسع عام 2010 شملت 54,625 قبولًا طبيًا أو جراحيًا غير انتقائي مختلطًا، وأظهروا وجود أثر كبير لعطلة نهاية الأسبوع (أي معدل وفيات أعلى) في حالات احتشاء عضلة القلب الحاد. أجرى ماركو وآخرون (2011) دراسة أمريكية شملت 429,880 حالة قبول طبي داخلي، وتبين أن الوفاة في غضون يومين بعد القبول زاد زيادة ملحوظة لدى المرضى المقبولين في نهاية الأسبوع مقارنةً بأولئك المقبولين في أيام العمل (نسبة الأرجحية= 1.28؛ 95% حد الموثوقية= 1.22- 1.33). أُجريت دراسة أيرلندية في العام نفسه شملت 25,883 حالة دخول طبي (من قبل ميكوليش وآخرون)، ولخصت إلى أن المرضى الذين قُبلوا في المشفى في نهاية الأسبوع كانوا عرضة لوفيات أعلى بنسبة 11% تقريبًا لمدة 30 يومًا، مقارنةً بأولئك المقبولين في أيام الأسبوع؛ على الرغم من أن هذا الأمر لم يكن ذا دلالة إحصائية مهمة سواء قبل تعديل المخاطر أو بعده. أشار المؤلفون بالتالي إلى أن «القبول في نهاية الأسبوع لم يكن تنبؤيًا لوحده في نموذج المخاطر الذي يتضمن شدة المرض (العمر والعلامات الحيوية الكيميائية) والاعتلال المتزامنة».
هناك بعض الأدلة على تدخل الأطباء في محاولة لمعالجة هذه المسألة. قام بيل وآخرون بمسح 91 موقعًا من مواقع مستشفيات الحالات الحادة في إنجلترا في عام 2013 لتقييم أنظمة تغطية الاستشاريين للقبول الطبي الحاد. ارتبط النمط «الشامل» للعمل الاستشاري، والذي ضم جميع التوصيات التوجيهية (والتي احتوت بدورها على الحد الأدنى من حضور الاستشاري البالغ 4 ساعات في اليوم)، بانخفاض معدل وفيات نهاية الأسبوع الزائدة (القيمة الاحتمالية > 0.05).
في عام 2014، أظهرت دراسة أمريكية ضخمة أن وجود الأطباء المتدربين المقيمين (والممرضات) قد يكون مفيدًا أيضًا (ريشياردي، 2014). شملت هذه الدراسة 48,253,968 مريضًا طبيًا، وكان الخطر النسبي للوفاة أعلى بنسبة 15% بعد القبول في نهاية الأسبوع مقارنة بالقبول في أيام الأسبوع. تعد هذه الدراسة حاليًا الأكبر من نوعها في هذا المجال. أُخذ بعين الاعتبار كل من التشخيص والعمر والجنس والعرق ومستوى الدخل والدافع والاعتلالات المتزامنة والقبول في نهاية الأسبوع، وتبين أن الاحتمالات الإجمالية للوفيات أعلى لدى المرضى المقبولين في المستشفيات قليلة الكادر من ممرضات وأطباء عاملين. كانت الوفيات بعد القبول في نهاية الأسبوع في مستشفى يعمل به مقيمون متدربون أعلى بكثير (17%) مقارنة بالمستشفيات التي لا يوجد فيها مقيمون متدربون (القيمة الاحتمالية > 0.001).
في العام التالي، أجرت فيست هانسن وآخرون دراسة شملت أمة بأكملها في الدنمارك، وتضمنت نحو 174,192 مريضًا طبيًا بحالة حادة. كان معدل الوفيات القائم على الجنس والعمر لمدة 30 يومًا نحو 5.1% (95% حد الموثوقية: 5.0- 5.3) بعد القبول خلال ساعات العمل ضمن أيام الأسبوع، و5.7% (95% حد الموثوقية: 5.5- 6.0) بعد القبول خلال أيام الأسبوع (خارج ساعات العمل)، و6.4% (95% حد الموثوقية: 6.1- 6.7) بعد القبول خلال ساعات النهار في نهاية الأسبوع، و6.3% (95% حد الموثوقية: 5.9- 6.8) بعد القبول خلال ساعات الليل في نهاية الأسبوع. أجرى هوانغ وآخرون دراسة في تايوان عام 2016، وشملت الدراسة 82,340 مريضًا ممن قُبلوا في أقسام الطب الباطني في 17 مركزًا طبيًا. تبين أن الوفيات داخل المشفوية أعلى لدى المرضى الذين قُبلوا في نهاية الأسبوع (نسبة الأرجحية= 1.19؛ 95% حد الموثوقية: 1.09- 1.30؛ القيمة الاحتمالية > 0.001).
في دراسة أجريت عام 2016 على 12 وحدة طبية إيطالية للحالات الحادة، وجد أمبروسي وآخرون أن المرضى المسنين كانوا أكثر عرضة لخطر الموت في نهاية الأسبوع بست مرات (95% حد الموثوقية: 3.6- 10.8). وجدوا أيضًا أن «المرضى المقبولين في المشفى قبولًا مبكرًا لمرة واحدة أو أكثر في الأشهر الثلاثة الماضية كانوا أيضًا أكثر عرضة لخطر الوفاة (الخطر النسبي= 1.360، 95% حد الموثوقية: 1.02 -1.81)، إلى جانب المرضى الذين يتلقون رعاية أكبر من مقدمي الرعاية من الأسرة (الخطر النسبي = 1.017، 95% حد الموثوقية 1.001- 1.03). على مستوى الرعاية التمريضية، تبين أن المرضى الذين يتلقون رعاية أقل من قبل الممرضات المسجلات في نهاية الأسبوع أكثر عرضة لخطر الموت (الخطر النسبي= 2.236، 95% حد الموثوقية 1.27- 3.94) في حين أن المرضى الذين يتلقون رعاية أعلى، أي الذين يتلقون الرعاية التمريضية من قبل ممرضات مسجلات بدلًا من مساعدي التمريض، كانوا أقل عرضة للوفاة (الخطر النسبي= 0.940، 95% حد الموثوقية= 0.91- 0.97).
درس كونواي وآخرون نحو 44,628 مريضًا طبيًا أيرلنديًا في عام 2017. زاد معدل الوفيات في نهاية الأسبوع بنسبة 5.0% مقارنةً بالقبول في أيام الأسبوع بنسبة 4.7%. أظهرت منحنيات البقاء عدم وجود فرق في الوفيات لمدة 28 يومًا (القيمة الاحتمالية = 0.21) في حين ظهر فرق عند مدة 90 يومًا (القيمة الاحتمالية = 0.05).
جرت أبحاث حول آثار إدخال خدمة استشارية لمدة 7 أيام لدى المرضى الطبيين. درس ليونغ وآخرون المرضى المسنين في المملكة المتحدة في عام 2015، ولاحظوا زيادة في أعداد القبول من 6,304 (نوفمبر 2011 - يوليو 2012) إلى 7,382 (نوفمبر 2012 - يوليو 2013)، دون أي تغيير في درجة الحدة. ذكروا أن «إدخال الخدمة الاستشارية لمدة سبعة أيام ارتبط بانخفاض معدل الوفيات داخل المستشفى من 11.4% إلى 8.8% (القيمة الاحتمالية < 0.001)». زاد تخريج المرضى من الأقسام الطبية العامة في نهاية الأسبوع (من 13.6% إلى 18.8%، القيمة الاحتمالية < 0.001) ولكن لم تُلاحظ أي زيادة في التخريج من أقسام طب المسنين.
في ديسمبر 2016، وجدت دراسة أخرى أن التقارير المتعلقة بازدياد معدلات الوفيات في نهاية الأسبوع استندت إلى قواعد البيانات الإدارية التي احتوت معلومات غير كاملة حول الحالة السريرية للمرضى عند الدخول، وأن الدراسات التي استخدمت بيانات أفضل لم تجد أي زيادة في الخطر.